# Batman et le Moine fou
Batman et le moine fou (Batman and the Mad Monk) est un comics américain en six numéros édité par DC Comics en 2006-2007. Il se déroule dans la continuité de Batman : Année Un et après les évènements de Batman et les Monstres. C'est la seconde partie de la série Dark Moon Rising de Matt Wagner qui présente des versions étendues et modernisées d'histoires de Batman de l'Âge d'Or, plus précisément de Batman vs. the Vampire tiré de Detective Comics no 31 et no 32 de 1939.

## Synopsis
Les cadavres se multiplient à Gotham City : ils ont tous des morsures au cou et ont perdu beaucoup de sang. Conclusion logique... le coupable doit être un vampire ! Pour en avoir le cœur net, Batman livre une bataille sans merci contre la confrérie et son chef, le moine fou.

## Personnages
- Batman
- Capitaine James Gordon
- Alfred Pennyworth
- Le moine fou
- Harvey Dent
- Barbara Eileen
- Selina Kyle/Catwoman
- Salvatore Maroni
- Carmine Falcone
- Julie Madison
- Norman Madison

## Publications

### Éditions françaises
- 2007 : Batman et le moine fou (Panini Comics, collection DC Heroes) : première édition française  (ISBN 978-2-8094-0248-3).
- 2017 : Batman et les Monstres (Urban Comics, collection DC Deluxe) : édition regroupant Batman and The Monster Men et Batman and the Mad Monk  (ISBN 979-1-0268-1288-3).